# Nur-Adad
Nur-Adad fue el octavo rey de Larsa. Probablemente oriundo de Lagash, se aprovechó de las rebeliones surgidas por una oleada de hambruna para ascender al trono de Larsa. Reinó entre los años 1865 y 1850 a. C. Se le recuerda por sus labores constructivas, especialmente por ordenar reconstrucciones en la ciudad de Eridu y por elevar un palacio real en Larsa y varios templos en Ur, ciudad sobre la que ejerció un control férreo. Aparece mencionado en la Lista Real de Larsa, de donde se extrae que fue sucedido en el cargo por su hijo Sin-Iddinam. Sin embargo, a pesar del parentesco y de que no es de opinión generalizada, algunos investigadores han apuntado que Nur-Adad pudiera haber reinado después de su hijo, y no antes.
Durante su reinado Larsa sufrió terribles inundaciones a causa de los desbordamientos del río Tigris.
| Predecesor: Sumu-ilum | Rey de Larsa 1865 a. C.-1850 a. C.  | Sucesor: Sin-Iddinam |
| Predecesor: Sumu-ilum | Rey de Lagash 1865 a. C.-1850 a. C. | Sucesor: Sin-Iddinam |
| Predecesor: Sumu-ilum | Rey de Eridu 1865 a. C.-1850 a. C.  | Sucesor: Sin-Iddinam |
| Predecesor: Sumu-ilum | Rey de Ur 1865 a. C.-1850 a. C.     | Sucesor: Sin-Iddinam |
| Predecesor: ¿?        | Rey de Nippur ¿?-1850 a. C.         | Sucesor: Sin-Iddinam |